# Масакр у Крижанчеву Селу
Масакр у Крижанчевом Селу догодио се у Крижанчевом Селу, засеоку у Лашванској долини у средњој Босни, гдје је најмање 14 хрватских војника и цивила убијено током напада Армије Републике Босне и Херцеговине (АРБиХ) на положаје Хрватског вијећа одбране (ХВО) 22. децембра 1993. године.

## Напад на Крижанчево село
Током цијеле 1993. године, регија средње Босне био је уплетен у бошњачко-хрватски рат. У децембру 1993. године, уочи божићно-новогодишњег примирја између АРБиХ и ХВО-а, АРБиХ је покренула неколико координисаних напада на ХВО у подручју Витеза. Дана 22. децембра, 325. брдска бригада АРБиХ заузела је Крижанчево Село, село које се налази у близини града Витеза, које је држао ХВО, и оближње засеоке Шафрадин и Дубравице. Након заузимања села, убијено је најмање 12 ратних заробљеника ХВО-а и два заробљена хрватска цивила. Други извори помињу неколико десетина убијених, до седамдесет четири, а неки извори наводе број и до стотину.

## Последице и оптужница
Напад је званично признат од обје стране у сукобу 2010. године, када су хрватски предсједник Иво Јосиповић, римокатолички кардинал надбискуп Винко Пуљић и бошњачки имам Мустафа Церић заједно посјетили мјеста масакра у Ахмићима и масакра у Крижанчевом Селу и одали почаст жртвама. Сваке године, комеморативним церемонијама на мјестима масакра у Ахмићима и Крижанчевом Селу присуствују породице жртава и представници владе.
Дана 15. фебруара 2019. године, Суд Босне и Херцеговине оптужио је команданте 325. брдске бригаде за „унапред планирани и припремљени напад на војнике ХВО и хрватске цивиле у селима Крижанчево Село, Шафрадин и Дубравице“. Према оптужници, убијено је најмање 12 ратних заробљеника ХВО и двије хрватске жене које нису учествовале у борби. Суђење у овом случају почело је у априлу 2019. године. Дана 19. септембра 2023. године, један од оптужених, Алмир Сарајлић, проглашен је кривим за учешће у масакру првостепеном пресудом и осуђен на 20 година затвора. Преосталих седам оптужених проглашено је невиним по свим тачкама оптужнице. На пресуде се може уложити жалба.